# اچ‌ام‌اس باهاما (کی۵۰۳)
اچ‌ام‌اس باهاما (کی۵۰۳) (به انگلیسی: HMS Bahamas (K503)) یک کشتی بود که طول آن ۳۰۳ فوت ۱۱ اینچ (۹۲٫۶۳ متر) بود. این کشتی در سال ۱۹۴۳ ساخته شد.